# System ligowy piłki nożnej w Czechosłowacji
System ligowy w Czechosłowacji opierał się na hierarchiczności lig, powiązanych ze sobą zasadą awansów i spadków. Kluby, które zajmowali pierwsze pozycje w lidze wspinali się po stopniach „piramidy” piłkarskiej coraz wyżej, zaś te, co plasowali się na ostatnich lokatach spadali w dół do coraz niższych klas ligowych. 
Tworzenie systemu rozgrywek piłki nożnej w Czechosłowacji (początkowo wyłącznie męskich) zostało zapoczątkowane w 1925. Na przestrzeni lat ulegał on licznym zmianom, zarówno pod względem hierarchiczności, nazewnictwa, jak i zasięgu terytorialnego. W 1956 roku najwyższa klasa przyjęła nazwę 1. liga. Rozgrywkami w ligach zarządzał Czechosłowacki Związek Piłki Nożnej.

## Struktura
W ostatnim sezonie 1992/1993 system miał strukturę następującą.
Najwyższą klasą ligową była 1. liga (zrzeszającą w jednej grupie 16 najlepszych zawodowych klubów z Czech i Słowacji. Stanowiła pierwszą ligę w piramidzie ligowej.
Niżej znajdowała się 2. liga, którą tworzyli dwie ligi:
- Česká národní fotbalová liga (16 kluby) – 2 liga,
- 1. Slovenská národní futbalová liga (24 kluby) – 2 liga,

Trzeci poziom tworzyli 4 ligi (po dwie z Czech i Słowacji):
- Česká fotbalová liga (ČFL) (18 klubów) – 3 liga.
- Moravskoslezká fotbalová liga (MSFL) (16 klubów) – 3 liga.
- 2. Slovenská národní futbalová liga (2. SNFL) východ (16 klubów) – 3 liga.
- 2. Slovenská národní futbalová liga (2. SNFL) západ (16 klubów) – 3 liga.

Na czwartym szczeblu piramidy znajdowali się tylko 5 czeskich dywizji (od A do E).

## Piramida
| Poziom | Klasa rozgrywkowa                                 | Klasa rozgrywkowa                                 | Klasa rozgrywkowa                                 | Klasa rozgrywkowa                                 | Klasa rozgrywkowa                                 | Klasa rozgrywkowa                                 | Klasa rozgrywkowa                                 | Awans/Spadek |
| ------ | ------------------------------------------------- | ------------------------------------------------- | ------------------------------------------------- | ------------------------------------------------- | ------------------------------------------------- | ------------------------------------------------- | ------------------------------------------------- | ------------ |
| 1      | 1. liga (Československá fotbalová liga) 16 klubów | 1. liga (Československá fotbalová liga) 16 klubów | 1. liga (Československá fotbalová liga) 16 klubów | 1. liga (Československá fotbalová liga) 16 klubów | 1. liga (Československá fotbalová liga) 16 klubów | 1. liga (Československá fotbalová liga) 16 klubów | 1. liga (Československá fotbalová liga) 16 klubów | 2            |
| 2      | Česká národní fotbalová liga 16 klubów            | Česká národní fotbalová liga 16 klubów            | Česká národní fotbalová liga 16 klubów            | Česká národní fotbalová liga 16 klubów            | Česká národní fotbalová liga 16 klubów            | 1. Slovenská národní futbalová liga 16 klubów     | 1. Slovenská národní futbalová liga 16 klubów     | 2            |
| 3      | ČFL 18 klubów                                     | ČFL 18 klubów                                     | ČFL 18 klubów                                     | MSFL 16 klubów                                    | MSFL 16 klubów                                    | 2. SNFL 16 klubów                                 | 2. SNFL 16 klubów                                 | 1 2 lub 3    |
| 4      | Divize A 16 klubów                                | Divize B 16 klubów                                | Divize C 16 klubów                                | Divize D 16 klubów                                | Divize E 16 klubów                                |                                                   |                                                   | 1 2 lub 3    |
| 5      |                                                   |                                                   |                                                   |                                                   |                                                   |                                                   |                                                   |              |